# Мальцев Петро Тарасович
Петро Тарасович Ма́льцев (8 грудня 1907, Маріуполь — 5 жовтня 1993, Москва) — російський живописець; член Спілки художників СРСР з 1932 року та Студії військових художників імені Митрофана Грекова з 1949 року.

## Біографія
Народився 25 листопада [8 грудня] 1907 року в місті Маріуполі (тепер Донецька область, Україна). Впродовж 1921—1924 років навчався в Запорізькій художній профшколі у В. Невського, впродовж 1924—1930 років — у Вищому художньо-технічному інституті у Москві (викладачі Павло Кузнєцов, Володимир Фаворський).
Брав участь у німецько-радянській війні, служив у адміністративній службі.
Помер в Москві 5 жовтня 1993 року. Похований в Москві на Троєкуровському кладовищі.

## Творчість
Автор баталічних картин, діорам, а також великої кількості військових плакатів. Серед робіт:
живопис
- «Подвиг Івана Голубця» (1946; Центральний військово-морський музей імені імператора Петра Великого);
- «Гвардійські кораблі в поході» (1947; Донецький художній музей);
- «Крейсер „Варяг“» (1955);
- «Володимир Ленін на комуністичному суботнику» (1965);

діорами
- «Альпійський похід Олександра Суворова» (1952, Державний меморіальний музей Олександра Суворова, Санкт-Петербург);
- «Штурм Сапун-гори» (1959, Севастополь);
- «Бій повітряного десанту під Вязьмою взимку 1942 року» (1972);
- «Форсування Дніпра в районі Переяслава-Хмельницького 1943 року» (1974, Національний історико-етнографічний заповідник «Переяслав», Переяслав);

плакати
- «Обрушити всю силу могутньої бойової техніки проти нахабного ворога» (1941);
- «Знищуй фашистів на суші і на морі» (1941);
- «Комсомолець, будь героєм Великої Вітчизняної війни!» (1941);
- «Посилимо фонд народної оборони своїм радянським трудовим рублем, бійцям на фронт гармати, і патрони, і літаки зграями пошлемо!» (1941);
- «Бійці морської піхоти! Грудьми відстоюйте кожну п'ядь рідної землі, до останньої краплі крові захищайте наші міста і села» (1942);
- «Військові моряки! Будьте стійкими в бою! Ні кроку назад! Відстоїмо нашу землю, знищимо ненависних ворогів!» (1942);
- «Бити ворога по-снайперськи, по-гвардійському!» (1942, у співавторстві з Юрієм Меркуловим);
- «За Сталінград, моряк!» (1942—1943);
- «Бий ворога на морі та повітрі» (1943);
- «Вперед Дніпровська флотилія» (1943);
- «Сильніше удари по ворогу! На морі, на суші і в повітрі!» (1943);
- «Очистимо нашу землю від гітлерівської нечисті!» (1940-ві);
- «Морські соколи. Наказ вітчизни вам: — сильніше удар по ворожим кораблям!» (1943);
- «Вперед! За повний розгром фашистських піратів!» (1944);
- «Героїчний подвиг юнги» (1944);
- «Слава героїчним морякам Червонопрапорної Дніпровської флотилії, учасникам штурму фашистського лігва — Берліна» (1945);
- «Військовий комісар — батько і душа своєї частини» (1940-ві);
- «Нещадно знищувати фашистських диверсантів!» (1940-ві).

Брав участь у мистецьких виставках з 1928 року.

## Відзнаки
Нагороджений:
- орденами Червоної Зірки (2 жовтня 1944)[2], Трудового Червоного Прапора, двома «Знак Пошани» (1971; 1975)[1];
- медалями «За оборону Радянського Заполяр'я», «За перемогу над Німеччиною» (22 червня 1945)[2], «За бойові заслуги», «За доблесну працю у Великій Вітчизняній війні 1941—1945 рр.»[1];
- дипломом I ступеня і золотою медаллю Академії мистецтв СРСР (1960; за створення діорами «Штурм Сапун-гори» у 1959 році);
- золотою медаллю імені Митрофана Грекова (1968; за участь у відтворенні панорами Франца Рубо «Бородінська битва» у 1967 році);
- Почесною медаллю Радянського фонду миру (1982; за участь в створенні панорами «Сталінградська битва»);

Лауреат Державної премії РРФСР імені Іллі Рєпіна (1973; за діораму «Військово-повітряний десант під Вязьмою в 1942 році» створену у 1972 році).
Почесні звання СРСР
- Заслужений діяч мистецтв РРФСР з 1958 року[1];
- Народний художник РРФСР з 1968 року;
- Народний художник СРСР з 1974 року.